# Jam.py
Jam.py é um framework gratuito e de código aberto para desenvolvimento rápido de aplicações (RAD) de "pilha completa" (full stack), com pouco ou nenhum código (low-code/no-code), baseado em WSGI, para as linguagens de programação JavaScript e Python.
Jam.py versão 5.x é uma plataforma de desenvolvimento de baixo código, orientada a eventos e de página única, voltada para aplicações web empresariais baseadas em banco de dados. Seguindo o princípio DRY e com ênfase em operações CRUD, ela foi projetada para gerar automaticamente formulários web em JavaScript a partir das tabelas do banco de dados subjacente — embora também seja possível criar formulários manualmente, se necessário. Tabelas de banco de dados existentes podem ser importadas para o Jam.py a fim de gerar formulários e relatórios. Visualizações de banco de dados, no entanto, não são suportadas para importação.

Ele oferece um servidor web integrado, Application Builder e acesso a bancos de dados de terceiros.
O Jam.py versão 7.x suporta roteamento dentro do Single-page . Não suporta mapeamento de URL .

## Componentes
O Jam.py é baseado nos projetos Werkzeug e Bootstrap.
- v5.x é uma distribuição única que roda com Python 2.6+ e 3.x
- v7.x roda com Python >3.6 e usa dependências instaladas automaticamente
- Pode ser executado como um servidor de desenvolvimento web independente ou ser usado com qualquer servidor web que suporte WSGI
- Construtor de GUI integrado chamado Application Builder
- Suporte para dados de cliente JSON (para clientes REST e JavaScript )
- Suporte para bancos de dados populares Oracle Database, Microsoft SQL Server, PostgreSQL, SQLite, MySQL, Firebird (servidor de banco de dados), SQLCipher [1] [2]
- Mecanismos de autenticação extensíveis e controle de acesso baseado em funções
- Apoio à internacionalização
- jQuery para Ajax e UI
- Linguagem do modelo
- Modelos de relatórios baseados no LibreOffice
- Upload de arquivos e captura de câmera
- Bloqueio otimista

## Características distintivas

### Interface Administrativa
Todo o desenvolvimento de software, manutenção e administração remota de banco de dados podem ser realizados por meio da Interface Administrativa. A característica mais distintiva é a existência dos Módulos Cliente e Servidor. O Módulo Servidor permite a execução de código Python com a lógica de negócios, em sessões no lado do servidor. Já o Módulo Cliente executa o código JavaScript diretamente no navegador. É possível realizar a troca de dados entre os dois módulos.
O Interface Administrativa é fortemente influenciado pelo designer visual do Delphi.

## PythonAnywhere
PythonAnywhere Python 3.x A implantação é suportada